# Ryan Pini
Ryan Pini (10. prosince 1981 Port Moresby) je plavec z Papuy Nové Guiney, specializuje se na kraul a motýlek.
Začínal v klubu Boroko Amateur Swimming Club, po odchodu na vysokou školu v roce 1999 startoval za Yeronga Park Swim Club v Brisbane. Reprezentoval Papuu Novou Guineu na Letních olympijských hrách v letech 2004, 2008 a 2012. Nejlepšího výsledku dosáhl v Pekingu roku 2008, kde postoupil jako první reprezentant v dějinách své země do finále na 100 metrů motýlek a obsadil celkové osmé místo. Byl také vlajkonošem papuánské výpravy. Na Hrách Commonwealthu vyhrál 100 m motýlek v roce 2006 a byl druhý v roce 2010, na poloviční trati byl v obou případech pátý. Také získal 27 vítězství na Pacifických hrách. Byl zvolen sportovcem roku Papuy Nové Guiney v letech 2003, 2004, 2005 a 2011, v roce 2005 obdržel Řád britského impéria.